# 巴マミ
巴 マミ（ともえ マミ）は、テレビアニメ『魔法少女まどか☆マギカ』に登場する架空の人物。まどか☆マギカの外伝漫画『魔法少女まどか☆マギカ [魔獣編]』『魔法少女おりこ☆マギカ』、『魔法少女かずみ☆マギカ 〜The innocent malice〜』、『魔法少女まどか☆マギカ 〜The different story〜』にも登場する。
劇中では中学3年生の先輩魔法少女として位置付けられており、戦闘では多種多様な単発式銃火器と、願いから発現した拘束魔法とを組み合わせ戦う。
アニメシリーズでは物語序盤で魔女に敗れて絶命するキャラクターとなっており、視聴者に衝撃を与え作品の話題性や人気にも繋がったとも言われている。
一人称は「私」。
まどかは「鹿目さん」、ほむらは「暁美さん」、さやかは「美樹さん」、杏子は「佐倉さん」と相手の事は名字で呼ぶ。
声優は各作品共通で水橋かおり（英語版はキャリー・ケラネン）が担当する。『マギアレコード 魔法少女まどか☆マギカ外伝』の舞台版では加藤史帆（けやき坂46（現・日向坂46））が演じる。

## 役柄

### 魔法少女まどか☆マギカ
見滝原中学校の3年生。魔女の結界に巻き込まれたまどかと美樹さやかの窮地を救い、2人の相談役となり魔法少女の存在と契約することの覚悟を説く。
魔法少女の中では珍しく、他者を魔女とその使い魔の脅威から守るという信念で戦い続け、その姿がまどかとさやかに大きな影響を与えた。しかし、2人の前では頼れる先輩を演じていたものの、一方で心の内に強い不安や孤独感を抱き続けていた。そんな折、まどかから「魔法少女になりたい」、と打ち明けられ、喜びに満たされるが、それもつかの間、直後の「お菓子の魔女」との戦闘でまどかとさやかの眼前で頭部を食い千切られるという凄惨な最期を遂げる。
魔法少女の象徴的な人物であり、彼女の退場によって『まどか☆マギカ』における魔法少女となることの重さや物語の本質が明かされる。
第10話では、ほむらの回想として描かれた過去の時間軸の世界において、魔女が魔法少女の成れの果てであることを知ったマミは同士討ちを始めるほか、他の時間軸でもほむら以外の他の魔法少女たちと同様に死亡している。
最終話においては、「全ての魔女を生まれる前に自らの手で消し去る」という決意をしたまどかの前に、佐倉杏子と共に幻覚として現れ、その願いがどんなに恐ろしい願いか理解しているのか、とまどかに覚悟を問う。そしてその覚悟を認めたマミは、第四話でまどかが魔法少女になることを諦めた際、彼女がマミの部屋に置いていったノートを、再びまどかに手渡した。
その後、まどかの願いによって改変された世界では、魔女が存在しなくなったために魔女に殺されたという事実もなくなり、魔獣と戦う日々を送っている。また、さやかが魔獣との戦いの果てに円環の理へと導かれていくのを、ほむら、杏子と共に見届けた。マミ、杏子ともまどかのことは覚えていない。

#### [新編]叛逆の物語
[新編]叛逆の物語では、暁美ほむらによって捏造された世界にて、まどかたちと一緒に見滝原市に夜な夜な出現する敵・ナイトメアを退治する魔法少女グループ、「ピュエラ・マギ・ホーリー・クインテット」のリーダーとして活躍する。「お菓子の魔女」の姿をしている親友のベベと同居しており、ベベの感知能力でナイトメアの発生を探知し、メンバーに知らせていた。
世界の違和感に気がついたほむらが、ベベこそが結界を作り上げた魔女だと疑い、連れ去ったことから、マミはべべを守るためにほむらと闘うことになる。激闘の末にほむらを捕縛するが、ほむらの指摘により、自らの記憶に違和感を覚えた所で、さやかが出現しほむらを救出する。思わぬ事態の連続に戸惑う彼女の前に、ベベが百江なぎさとして正体を現し、状況を説明。全てを知ったマミは、ほむらを救出しインキュベーターの企みを阻止すべく、まどかたちと共に行動する。
ほむらとの闘いにおいては、時間停止中に自分に向けて発射された弾丸の弾道を予測して全弾回避しつつほむらの狙撃を図り、さらにその一方でほむらの裏をかいて分身とすり変わり、捕縛に至るという、ベテラン魔法少女にふさわしい圧倒的な戦闘能力を惜しみなく発揮する。
ほむらによる作中世界の再改変後は、改変前と変わらない日常を送っており、普通の少女となったなぎさと知り合いになっている。

### 魔法少女おりこ☆マギカ
単独行動中にお菓子の魔女を撃破したが、その結界内で呉キリカが殺害した魔法少女の死体を発見した。その後、キュゥべえや佐倉杏子から魔法少女狩りの話を聞いたことで事件に絡むようになり、魔法少女狩りの犯人である呉キリカの襲撃を受ける。能力的に相性の悪いキリカに苦戦を強いられるが、キリカの能力のからくりに気づき、それを逆手にとってキリカを撃退する。直後に美国織莉子が現れ、呉キリカにとどめをさせなかった。
見滝原中学校で起きた織莉子とキリカの戦闘では、杏子や千歳ゆまと行動を共にした。魔法少女の魔女化という真実に絶望しかけるが、ゆまの説得により立ち直り、暁美ほむらとも共闘する。『〔 新約 〕魔法少女おりこ☆マギカ　sadness prayer』では、杏子、ゆま、浅古小糸と共にワルプルギスの夜を迎撃するが、結末は描写されていない。
ソウルジェムの付いた髪飾りは本作品ではベレー帽の飾りとして描かれている。

### 魔法少女かずみ☆マギカ
主人公のかずみの過去の回想にて登場、まだ魔法少女でなかったかずみ（実際には和紗ミチル）が魔女に襲われていた危機に颯爽と現れ、魔女を華麗に撃破し救った。その影響でかずみはイタリア語を勉強し必殺技名を作るようになった。The different storyでもマミの回想の一つとしてミチルを救ったマミの姿が描かれている。

### 魔法少女まどか☆マギカ〜The different story〜
主人公を務める。さやかがアニメ本編の時間軸よりも早い段階で契約したため、お菓子の魔女との戦いを生き延びている。その後杏子が見滝原に来たことで、かつての弟子（杏子）とさやかとの間で板挟みとなり、お互いにすれ違いを続ける。家族全員を失った事故から、自分だけがキュウべえとの契約によって生き残ってしまったという罪の意識から、「正義のために戦う魔法少女」であることを自らの生きる目標としてきたが、杏子との出会いと離別が切っ掛けとなり、本当の自分は「正義の味方になりたかったわけじゃない、誰かと一緒にいたかっただけ」だと自覚するようになる。マミはその思いをさやかに打ち明け、「さやかと一緒にいるために正義の味方であることを辞める」ことを宣言する。影の魔女の結界におけるマミの告白は、マミのような正義の味方になりきれず、もう自分はマミの仲間ではいられないと絶望しかかっていたさやかの心を救ったものの、既にさやかのソウルジェムの穢れは限界に達しており、マミの目の前で魔女化する。
それまでの「正義の味方としての自分」を否定してまでさやかと一緒にいることを選択したマミは、さやかが魔女化したことで戦う理由、生きる理由を喪失してしまい、彼女の魔女化に責任を感じて魔女化したさやかと心中しようとするが、それを止めに入った杏子と戦闘になり、交戦による魔力の消費によってソウルジェムの穢れが限界に達し、魔女化しかける。しかし、マミはすんでのところで杏子に助けられ、初めて杏子から自分に対する本当の気持ちを告白される。杏子の本心を理解したマミは、彼女に二度と勝手に自分の前からいなくならないと約束させ、そのまま気を失う。
しかし目覚めた後、マミはほむらとキュゥべえから、杏子が魔女化したさやかを殺したこと、そして杏子自身も、別の魔女の結界において戦死したことを告げられる。全ての生きる希望と戦う意味を失ったマミは、ほむらから「かつて杏子と交わした、一緒にワルプルギスの夜を倒す、という約束を果たすために生きる」という、新たな生きる希望と戦う目的を提示されるが、その後ほむらと入れ違いでマミの部屋を訪れたまどかから、「自分がマミの代わりに戦うので、もうマミは戦わなくていい、普通の女の子でいてほしい」と自分の想いを告げられ、ほむらよりまどかの意思を尊重する。
最後に、魔法少女になって辛いことばかりだったが自分を想ってくれる仲間たちに出会えたことに感謝する旨の言付けを残し、杏子から再会の約束の印として預けられていた彼女のリボンを胸に抱き、自らソウルジェムを砕いて自害。杏子と一緒にいることを選択した。まどかは、魔女化して死んださやかを生き返らせるという願いでキュゥべえと契約し、魔法少女となった。

### 魔法少女まどか☆マギカ[魔獣編]
1話から登場。本作ではさやかと杏子の先輩として登場し、当初はさやか、杏子と三人でチームを組み魔獣退治をしていたが、さやかと杏子が度々衝突する事に頭を悩ませていた。さやか消滅後は転校して来たほむらを加え、新しくチームを組むようになる。
中盤は彼女を模した魔獣「マミ」が登場し、一戦交えている。また、両親に化けた魔獣を即座に見破り、倒している。
終盤は魔獣の攻撃によって死亡するが、円環の理と化したまどかの介入により時間が巻き戻り、生き返った。尚、前世界の記憶は失っている。

### マギアレコード 魔法少女まどか☆マギカ外伝
見滝原市や他の地域における魔女の減少についての調査の末、神浜市にたどり着く。他の地域と異なり魔女の数が増加していることや、魔女とは異なる「ウワサ」の存在を知り、さらに環いろはが発現したドッペルを「人型の魔女」として認識し、神浜市への警戒を強める。杏子やまどかたちに神浜市に近づかないよう忠告した後に再び神浜市を訪れるが、記憶ミュージアムにて梓みふゆから魔法少女の真実を知らされ、マギウスによって洗脳された上に「神浜聖女のウワサ」と融合させられる。以降は見滝原市には戻らず、まどかたちを魔法少女の世界に巻き込んだ責任を取るためにマギウスの翼の一員として魔法少女の解放を目指しながら神浜市で活動するようになる。やちよとの戦闘でウワサを剥がされ正気を取り戻したあとはいろはたちと和解し、ホテル・フェントホープの崩壊後はマギウスによって神浜市に召喚されたワルプルギスの夜と戦う。
テレビアニメ版では一部の展開がゲーム版と異なる。第1シーズンの第3話で初登場し、キュゥべえに依頼されて神浜市に向かう。第5話でいろはが初めてドッペルを出した現場に遭遇し、やちよと鶴乃の説得により立ち去った。第10話で再登場した時は「鹿目まどか、美樹さやか、二人を魔法少女にしてしまった」責任を取るためマギウスの翼の一員となっており、アリナ・グレイの暴走を止めている。第13話では「神浜聖女のウワサ」を纏わされ、七海やちよや美樹さやかの説得に耳を貸さず襲いかかる。劇団イヌカレー（泥犬）（総監督）は「アプリのイベントキャラだったホーリーマミ（通称）がメインシナリオへ、アニメ第1シーズンではラスボスに歩みを進めた」「ティロ移動砲台状態」と表現している。記憶ミュージアムが崩落する際に、いろはを道連れにして行方不明になった。
第二期ではキレーションランドでの戦闘の末にまどかとさやかのコネクトによってウワサを剥がされ、正気を取り戻す。魔女誘導装置のウワサの撃破後、ワルプルギスの夜の迎撃のために仲間に担がれる形で見滝原市に戻るが、その後については描写されていない。

#### 魔法少女まどか☆マギカ scene0
本ストーリーではオリジナルキャラクターの愛生まばゆと同じクラスである事が判明。
Film1では魔法少女になったまどか、後にほむらを仲間に引き入れて活動しているが、かつてコンビを組んでいた杏子からは苦言を呈されている。ほむらによる時間停止の原因を探っているまばゆに後をつけられると、これ以上近づくと殺すと脅しをかける。
Film2では後に魔法少女となったさやかも仲間に引き入れている。ほむらから自身の目的や魔法少女と魔女の真相を告げられるも、ほむらが未来から来た事の証明ができず信じなかった一方でまどか達に杏子についてを話す。後にさやかは精神を病み、独りで魔女退治するようになったが杏子から聞かされるまで気づかなかった。
その後は原作と同じくさやかの魔女化を目の当たりにした事で杏子を殺し、無理心中を図ろうとした所をまどかに討たれる。
Film4ではお菓子の魔女の結界に迷い込んださやかを避難させて魔女に立ち向かうも死亡。それを目撃した杏子は魔女から生まれたなぎさを殺そうと動く。

### 魔法少女まどか☆マギカ ポータブル
プレイヤーキャラクターの一人。本編の始まる数年前にドライブ中の自動車事故で家族を失い、自身も瀕死の状態にあった中、そこへ現れたキュゥべえと「命を繋ぐ」ために契約して魔法少女となった過去も描かれている。魔女化した際にはおめかしの魔女（キャンデロロ）に変化し、森林をバックに巨大なティーソーサーやティーカップがあるお茶会会場風の結界に住み、まどかと杏子をモチーフにしたメイド風の使い魔（ももいろさんとあかいろさん）を従える。

### その他のメディア
BD/DVD第5巻初回限定盤特典ドラマCD『フェアウェル・ストーリー』においては、かつて杏子と師弟関係にあり、そして魔法少女に対する価値観の違いからコンビを解消して決別した過去、「昔アニメで観た魔法少女のように必殺技に名前をつけて叫ぶことで、命懸けの戦いに怯えそうになる自分を奮い立たせるため」という、必殺技に名前をつけるようになった理由が設定されている。

## キャラクター設計
金髪を縦ロールにしていて、花形のヘアアクセサリーをつけており、制服姿では黒いストッキングに白い靴を履いている。キャラクターデザインを起こした岸田隆宏によると志筑仁美と見た目が被らないよう特徴的な部分が強調されている。キャラクター原案の蒼樹うめは、最初に怖い先輩魔法少女であるかのように登場することを考慮し、少し大人げな顔つきを意図してデザインしたとしている。
企画当初のイメージカラーは赤であったが、蒼樹うめがデザインの原案を描く際に佐倉杏子の色と入れ替わり、魔法少女姿は黄色を基調としたデザインとなっている。ソウルジェムの色はオレンジで、変身時は右側頭部の髪飾りの留め具部分に装着される。魔法少女としての姿は武器（マスケット銃）から連想してデザインされており、中世ヨーロッパの砲撃手をモチーフとした、ブラウスとスカートにベレー帽やコルセットを組み合わせたクラシカルな形状で、縦縞のニーソックスにブーツを履いている。
アニメ本編を普通の魔法少女ものに見せかけるための単なるミスリードとして、アニメ版では必殺技に名前が設定されている唯一のキャラクターとなっており、必殺技のティロ・フィナーレは、イタリア語で「最後の射撃」を意味する。台本の段階では「アルティマ・シュート」と書かれていたが、脚本の虚淵玄としては書き直しになることを想定して付けたものであり、アフレコ収録の前にこれでいいのかと聞いたところ、急遽変更されることになった。
マミの戦闘描写は、テレビアニメの脚本段階では機械的に戦う印象であったが、映像では優雅に踊りながら戦うアクションシーンとなっている。元々、虚淵はマミのマスケット銃を連射も可能な魔銃であるという想定で書いていたが、映像化する過程でマスケット銃は単発だということになり、魔法で無数のマスケット銃を出現させて戦うという戦闘スタイルが確立された。マミの使用するマスケット銃はアクションディレクターの阿部望と神谷智大によって複数種類が設定されている。また、魔女との戦いに勝利した際に紅茶を飲むという優雅な描写が為されているが、これも演出の段階で加えられた描写である。この提案は劇団イヌカレーによるもので、当初は言葉や文章で格好良さを伝えることが難しい演出であるため、この提案はスタッフらを困惑させたが、結果的にはマミのエレガントさを表現する映像となった。
マミの戦闘シーンで使われるBGMは元々は別の場面で使われる曲であったが、音響監督の鶴岡陽太が選曲する際にマミの戦闘シーンに使われた。『劇場版 魔法少女まどか☆マギカ [前編] 始まりの物語』の挿入歌である｢未来｣はこのBGMを元にした日本語の歌詞になった曲となっている。
物語序盤で退場する役回りだったため、監督の新房からは「ブラックボックスが多く、描きどころが難しいキャラクター」と評されていたが、テレビシリーズ視聴者からの反響を踏まえて製作された劇場版[新編]では、どんな事態が起きてもなんとなくOKとなるような面白いキャラクターになったと述べられている。脚本の虚淵は「樽に詰めたのは我々かもしれないけど、醸造したのはファンだな」と述べるなど、ファンによって制作者たちの思惑以上に人物像が深められ、大きく育てられたキャラクターであるとしている。

## 特色

### 戦闘能力
脚本家の虚淵玄によれば、マミの能力の本体は黄色いリボンを用いて対象の拘束や切断を行う拘束魔法であり、魔法銃はリボンと併用する上で有効な武器を後付けの能力として得た結果である。アニメ第3話でマミを倒す魔女も拘束魔法がメインのマミの裏をかくという発想から設定されており、虚淵は3話のマミは相性の悪さゆえに敗北したと述べている。シリーズディレクターの宮本幸裕も連射の出来ない単発銃だから負けてしまったと述べている。また、マミの実力については絶好調時ならどんな相手にでも勝てるだろうと虚淵から述べられている。
10話での魔法少女同士での戦闘においては、時間を止められるほむらをまず拘束し、続いて攻撃力の高い杏子を射殺しており、この行動には冷静な判断力があると宮本幸裕は言及している。

### 人物像
中学生離れしたグラマラスな体型と評されることもあるが、アニメシリーズで総作画監督を務めている谷口淳一郎によればキャラクター表で胸が大きく描かれているわけではなく、アニメ本編とは関係のない版権イラストで段々大きくなっていると述べている。
脚本の虚淵からは彼女なりの脆さのあるキャラクターで、無理して頼りになるお姉さん像を取り繕っていると述べられる一方、コミック版『魔法少女まどか☆マギカ』の作画およびスピンオフコミック『魔法少女まどか☆マギカ〜The different stoty〜』の作画とシナリオを担当したハノカゲからは「マミはThe different storyでも自分は弱いとマミ自身を卑下しているが、彼女は事故で両親を失い、魔法少女になっても一人で戦うという、普通なら心が折れてしまうような状況を耐えているので、そんなマミのことをThe different storyの作者である自分は弱い人間だとは思っていない」と述べられている。

## 現実での反響
第3話にて「お菓子の魔女」シャルロッテに敗北する場面は、先の展開でマミの内面を見せて視聴者の感情移入を誘い、迷いを振り払った彼女が華麗に戦う姿を見せた後で、不意打ちに対応できなかったマミが首から上を食いちぎられ死亡する、という段取りで描かれており、その悲惨な最期は視聴者に強い印象を与えた。こうした最期を意味して、ネット上では「マミる（マミった）」というインターネットスラングも生まれ、この言葉は『現代用語の基礎知識』2012年版の若者用語のページに「悲惨な死に方をする」という意味で掲載されたほか、BD/DVD第2巻のオーディオコメンタリーで出演者がこの言葉を使うなどスタッフや出演者にも認知されている。
物語から退場した後も作品ファンの間で高い人気があった。その一方、本編ではマミ以外の魔法少女は必殺技の名前を叫んだりしないため、一部の視聴者からはこれがマミの茶目っ気や笑いどころと受け取られたり、「マミは中二病キャラ」「痛い子」と受け取られたりもした。
作品の放映後にはフィギュアでの展開も行われ、販売を担当するグッドスマイルカンパニー内での2011年のランキングにおいてはねんどろいどが8位につき、2012年のランキングではfigmaが3位となる販売数を記録した。アマゾンジャパンでのホビー部門の2012年間ランキングにおいてはねんどろいどが2位、figmaが6位となっている。